# Tuber

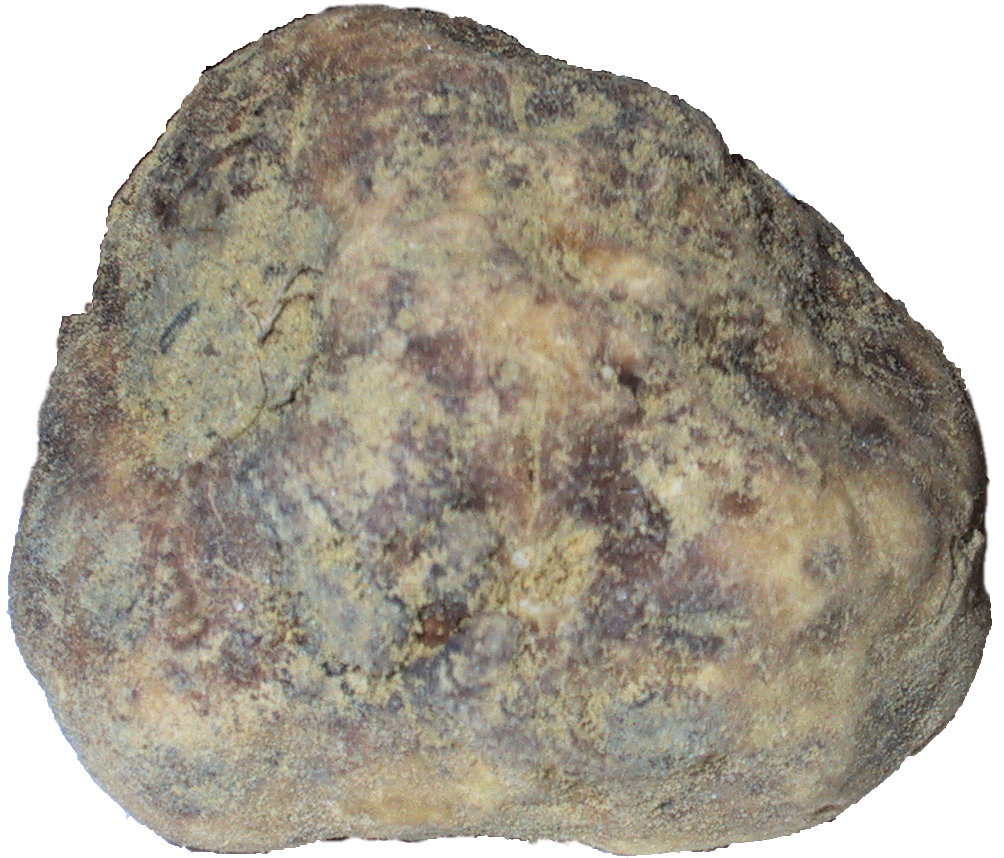
Trufla biała

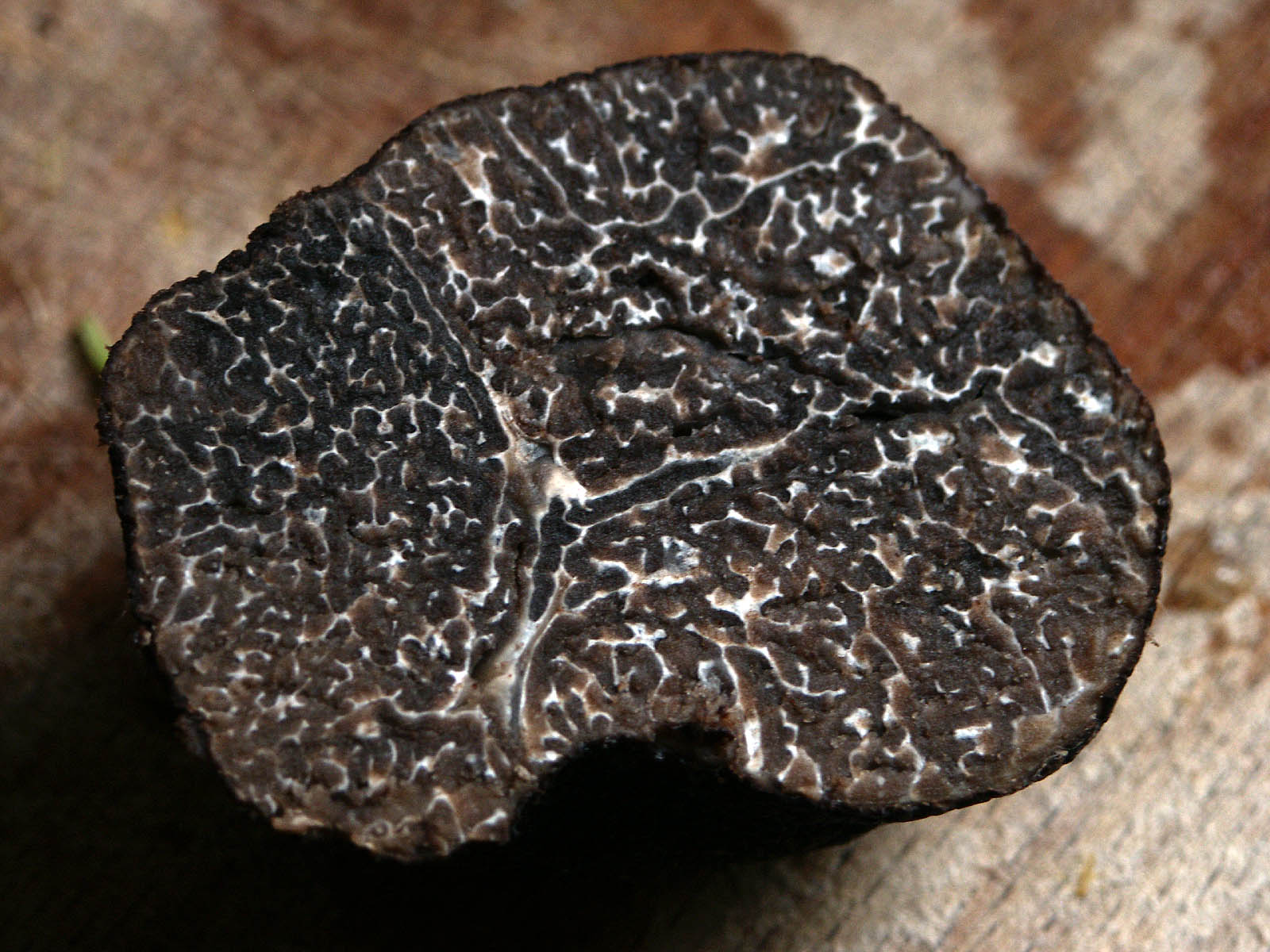
Hymenium trufli czarnozarodnikowej

Tuber P. Micheli ex F.H. Wigg. (trufla) – rodzaj grzybów należący do rodziny truflowatych (Tuberaceae).

## Charakterystyka
Grzyby podziemne. Pod powierzchnią ziemi wytwarzają bulwiaste owocniki (askokarpy), z widocznym po przekrojeniu labiryntowym wzorem obłoczni (hymenium). Okrywy askokarpów są gładkie lub brodawkowane. Zarodniki trufli (askospory), wytwarzane w ilości po 1–6 w każdym worku, są okrągławe lub eliptyczne, zabarwione żółtobrązowawo, o powierzchni siatkowatej lub kolczastej.
Grzyby mikoryzowe. Wytwarzanie owocników pod ziemią ma zalety i wady. Zaletą jest to, że nie są tak narażone na czynniki atmosferyczne, pasożyty i niszczenie ich przez zwierzęta. Wadą jest utrudnienie rozsiewania się zarodników. Młode owocniki są bezwonne, podczas dojrzewania wytwarzają jednak coraz bardziej intensywny zapach i przemieszczają się coraz wyżej, u niektórych gatunków nawet nieco wystając ponad powierzchnię. Zapach zwabia niektóre zwierzęta (np. dziki i wiewiórki), które rozgrzebując ziemię i zjadając owocniki trufli równocześnie rozsiewają jej zarodniki.

## Znaczenie
Niektóre gatunki trufli są najbardziej poszukiwanymi i najdroższymi grzybami jadalnymi na świecie. Należą do nich np. trufla biała (Tuber magnatum) i trufla letnia (Tuber aestivum). Ich zapach jest tak intensywny, że zazwyczaj nie stanowią samodzielnego dania, lecz przyprawę do innych dań. Z powodu trudności w odszukaniu trufle są bardzo drogie; w 1994 jeden funt trufli czarnej sprzedawano za 250-500 dolarów USA. Czasami uprawia się trufle pod starymi dębami.
Odszukanie trufli przez człowieka jest zadaniem bardzo trudnym. Zajmują się tym nieliczni hobbyści mający duże doświadczenie i wiedzę o ich występowaniu. Często używa się do tego celu specjalnie tresowanych psów lub świń.
W Polsce chroniona prawnie jest tylko trufla wgłębiona, pozostałe gatunki nie podlegają ochronie i dopuszczone są do obrotu.

## Systematyka
Pozycja w klasyfikacji według Index Fungorum: Tuberaceae, Pezizales, Pezizomycetidae, Pezizomycetes, Pezizomycotina, Ascomycota, Fungi.
Rodzaj Tuber został pierwotnie opisany przez Piera Micheli, natomiast poprawnie zdiagnozowany taksonomicznie po raz pierwszy przez Friedricha Wiggersa w „Primitiae florae holsaticae” z 1780 (jako „Fungus subglobosus succo pulposo repletus.”), gdzie do tego rodzaju został zaklasyfikowany (pod nazwą Tuber gulosorum) opisany wcześniej przez Karola Linneusza takson Lycoperdon tuber.
Synonimy naukowe: Aschion Wallr., Delastreopsis Mattir., Ensaluta Zobel, Lespiaultinia Zobel, Loculotuber Trappe, Mukagomyces S. Imai, Oogaster Corda, Terfeziopsis Harkn., Tuber P. Micheli, Tuberium Raf., Vittadinion Zobel.
Niektóre gatunki
- ''Tuber aestivum (Wulfen) Spreng. 1827 – trufla letnia
- Tuber anniae W. Colgan & Trappe 1997
- Tuber bituminatum Berk. & Broome 1851
- Tuber bellonei Quél. 1888[9]
- Tuber bonnetii Roum. 1882
- Tuber borchii Vittad. 1831 – trufla Borcha, t. biaława
- Tuber brumale Vittad. 1831 – trufla zimowa
- Tuber dryophilum Tul. & C. Tul. 1845 – trufla dębowa
- Tuber cryptobrumale Merényi, T. Varga & Bratek 2017
- Tuber excavatum Vittad. 1831– trufla wydrążona
- Tuber ferrugineum Vittad. 1831 – trufla rdzawa
- Tuber foetidum Vittad. 1831
- Tuber fulgens Quél. 1880[9]
- Tuber macrosporum Vittad. 1831 – trufla wielkozarodnikowa
- Tuber maculatum Vittad. 1831 – trufla plamista
- Tuber magnatum Pico 1788 – trufla biała
- Tuber melanosporum Vittad. 1831 – trufla czarnozarodnikowa
- Tuber mesentericum Vittad. 1831 – trufla wgłębiona
- Tuber nitidum Vittad. 1831 – trufla lśniąca
- Tuber puberulum Berk. & Broome 1846 – trufla omszona
- Tuber rapaeodorum Tul. & C. Tul. 1843 – trufla rzepiasta
- Tuber regianum Montecchi & Lazzari 1987
- Tuber rufum Pollini 1816 – trufla ruda
- Tuber scleroneuron Berk. & Broome 1851
- Tuber separans Gilkey 1916
- Tuber sinense K. Tao & B. Liu 1989
- Tuber uncinatum Chatin 1888

Nazwy naukowe na podstawie Index Fungorum. Uwzględniono wszystkie gatunki występujące w Polsce i niektóre inne. Wykaz gatunków występujących w Polsce i ich polskie nazwy według M.A. Chmiel i innych.